# FC Saint-Lô Manche
Câu lạc bộ bóng đá Saint-Lô Manche là một câu lạc bộ bóng đá Pháp được thành lập vào năm 1965. Đội có trụ sở tại thị trấn Saint-Lô và sân vận động của đội là Stade Louis Villemer, nơi có sức chứa 5.000 khán giả.